# José Bordalás
José Bordalás Jiménez (Alicante, España, 5 de marzo de 1964) es un exfutbolista y actual entrenador del Getafe C.F. de la Primera División de España. Primo del también entrenador de fútbol Juan Ignacio Martínez. 

## Trayectoria

### Como jugador
Bordalás se inició jugador en el Hércules CF en categoría infantil, donde perteneció hasta los 21 años. Las cesiones marcaron su trayectoria como jugador, ya que en edad juvenil fue cedido por el Hércules al Contestano. Posteriormente, ya como sénior, el Hércules nunca le dio la oportunidad de debutar con el primer equipo y durante 7 temporadas lo cedió al Español de San Vicente, Orihuela Deportiva, Villajoyosa, Rayo Ibense y Benidorm. Después de las cesiones jugó en el Denia, Torrevieja, Petrelense, Español de San Vicente y Altea. Siempre jugó en Tercera División y ya al final de su carrera como jugador también lo hizo en Regional Preferente. Puso fin a su trayectoria como jugador con 28 años debido a las lesiones.

### Como entrenador

##### Inicios en el Alicante CF
José Bordalás se inició como entrenador en las categorías inferiores del Alicante Club de Fútbol en el año 1993. Tras entrenar al Alicante "B", al que puso campeón de la Primera Regional y lo subió a Regional Preferente, pasó a entrenar al primer equipo, clasificándolo 10º en Tercera División (Grupo VI) en la temporada 1994-1995.

##### Benidorm, Eldense y Muchavista
A la temporada siguiente entrenó al Benidorm Club Deportivo en la Segunda División B (Grupo IV), logrando la permanencia en el puesto 16º. En la campaña 1996-1997 se hizo cargo del Club Deportivo Eldense de Tercera División, finalizando en 8º lugar. Posteriormente entrenó al Muchavista, al que ascendió a Primera Regional.

##### Regreso al Alicante CF
Tras eso, asumió de nuevo las riendas del Alicante Club de Fútbol para la temporada 1998-1999 en Regional Preferente, quinta categoría del sistema de fútbol español. El equipo quedó primero de su grupo y ascendió a Tercera División en la promoción de ascenso. A la siguiente campaña, la 1999-2000, clasificó de nuevo al equipo para la promoción, pero se perdió en el último partido ante el Club Esportiu Mataró. En la 2000-2001, el equipo fue campeón del Grupo VI de Tercera División y realizó un excepcional play-off, logrando el ascenso a Segunda B. En la temporada 2001-2002, el Alicante quedó 6º clasificado, puesto que le dio derecho a disputar la Copa de S. M. El Rey al año siguiente. Tras finalizar esa temporada, se marchó del Alicante con la vitola de ídolo.

##### Cacereño y Novelda
En la temporada 2002-2003, recibió una oferta del Club Polideportivo Cacereño, y tras dirigir al equipo un breve tiempo en pretemporada, decidió no firmar con el club al no convencerle el proyecto deportivo. Tras comenzar la campaña, fichó por el Novelda Club de Fútbol tras la destitución de su entrenador. Su llegada provocó una importante mejora en el equipo,que salvó la categoría en Segunda B.

##### Tercera etapa con el Alicante y salto al Hércules CF
En la temporada 2004-2005, Bordalás regresó al Alicante CF, con el que se proclamó campeón del Grupo III de Segunda B, pero el equipo alicantino no consiguió el ascenso en la promoción. Para la temporada 2005-2006, continuó al frente del Alicante hasta que el Hércules, tras la destitución de Juan Carlos Mandiá, le fichó para lograr la permanencia en Segunda División, objetivo que se cumplió. En la 2006-2007 siguió en el Hércules, pero fue destituido tras sumar 6 puntos en las 7 primeras jornadas.

##### CD Alcoyano
En octubre de 2007 fichó por el CD Alcoyano, que estaba militando en Segunda División B, tras la destitución de Pepe Soler. El equipo finalmente quedó 9.º y se le renovó por dos temporadas más.
En la temporada 2008-2009 y con un presupuesto de mitad de tabla, hizo al equipo de Alcoy campeón del grupo III de 2.ªB. En la promoción de ascenso, hizo un gran papel, pero se quedó privado del ascenso por un solo gol. Quedándole un año más de contrato en el CD Alcoyano tras un acuerdo bilateral, se decidió la rescisión del mismo por problemas económicos del club montañés.

##### Elche CF
A principios de la temporada 2009-2010, se anunció la llegada de Bordalás como nuevo técnico del Elche Club de Fútbol, que militaba en la Segunda División. En su primera temporada al frente del conjunto ilicitano, lo dejó en una meritoria 6.ª posición en la tabla. De hecho, el equipo tuvo opciones de ascenso hasta 2 jornadas antes de acabar la competición, pero una derrota en casa 2-3 ante el Villarreal B, alejó el alirón. En su segunda temporada, la 2010-2011, llevó al equipo a una magnífica 4.ª posición en la liga regular, posición que le daba derecho a ascender directamente por el 3er puesto del Barcelona B, pero tras la reforma de la Segunda División, tuvo que disputar la promoción de ascenso. Tras un histórico 3-1 al Real Valladolid en semifinales, alcanzó la final del play-off de ascenso, donde cayó contra el Granada CF por la regla del gol de visitante.
Después de este gran rendimiento con el Elche CF, Bordalás renovó por dos temporadas con la entidad franjiverde. Su tercera campaña con el club ilicitano empezó bien y el equipo se situó líder en el final de la primera vuelta. Sin embargo, Bordalás fue destituido el 7 de abril de 2012 tras una derrota por 2-0 ante el Villarreal B que suponía el quinto partido consecutivo sin ganar, dejando al Elche en la octava posición.

#### Alcorcón
En junio de 2012, firmó con la AD Alcorcón para la temporada 2012-2013, en la que fue su primera experiencia fuera de la Comunidad Valenciana. A pesar del alto listón que le había dejado su predecesor Juan Antonio Anquela (clasificando al equipo en 4.º puesto en la temporada anterior), el conjunto alfarero mantuvo el nivel y terminó en 5.ª posición en la Liga regular; clasificándose nuevamente para jugar la promoción de ascenso, donde fue eliminado por el Girona FC. Entrenador y club acordaron la no renovación de su contrato, cerrando la temporada con un balance de 21 victorias, 7 empates y 16 derrotas.
En febrero de 2014, volvió a ser contratado por el Alcorcón para dirigir a su equipo, que estaba protagonizando una floja temporada 2013-2014 bajo el mando de Miguel Álvarez, rozando los puestos de descenso. Aunque al principio no pudo cambiar la dinámica del conjunto alfarero, finalmente mejoraron los resultados y se aseguró la permanencia en la categoría de plata en la 39.ª jornada. El equipo madrileño fue el cuarto que más puntos sumó desde que llegó Bordalás. El 21 de mayo de 2015, Bordalás anunció que no continuaría la próxima temporada en el banquillo de Santo Domingo, dejándolo en la 11.ª posición en la temporada 2014-2015.

#### Alavés
El 11 de junio de 2015, se hizo oficial su fichaje por el Deportivo Alavés. Logró ascender al conjunto vasco a Primera División, siendo este el primer ascenso de su carrera profesional, pero a pesar del éxito, el club optó por rescindir su contrato.

#### Getafe
El 27 de septiembre de 2016, se hizo pública la contratación de Bordalás como entrenador del Getafe CF, con la temporada ya comenzada, como sustituto de Juan Eduardo Esnáider, anterior preparador azulón. A su llegada, el equipo madrileño ocupaba puestos de descenso, pero rápidamente mejoró sus resultados y escaló posiciones hasta terminar el año en posiciones de promoción de ascenso. Finalmente, el Getafe obtuvo el 3.er puesto en la Liga regular, clasificándose para el play-off de ascenso, donde consiguió regresar a Primera tras eliminar a Huesca y Tenerife.
En la temporada 2017-18, consiguió un meritorio 8.º lugar con el Getafe en Primera División, equipo al que continuó entrenando tras renovar su contrato con el club. En la temporada 2018-19, igualó la mejor actuación del conjunto azulón en la élite al finalizar 5.º, clasificándose para la próxima edición de la Liga Europa. Por ello, la entidad volvió a renovar el contrato con el técnico alicantino. En la temporada 2019-20, volvió a llevar al equipo madrileño a la 8.ª posición de la tabla clasificatoria.
El 26 de mayo de 2021, se hizo oficial su marcha del club azulón.

#### Valencia
El 27 de mayo de 2021, se confirmó la contratación de José Bordalás como nuevo entrenador del Valencia CF para las dos próximas temporadas más una tercera opcional. El técnico valenciano se despidió del Getafe CF el día anterior y el club blanquinegro oficializó su incorporación inmediata al proyecto de Peter Lim. Llevó al equipo che al 9.º puesto en la Liga y a ser subcampeón de la Copa del Rey. El 3 de junio de 2022, la entidad anunció su destitución.

#### Getafe
El 29 de abril de 2023, inició su segunda etapa como técnico del Getafe CF. Cogió al equipo azulón en 18.ª posición, a un punto de los puestos de salvación, a falta de 7 partidos para el final de la Liga; y lo salvó en la última jornada, al empatar contra el Real Valladolid, rival directo por la permanencia. El 23 de junio de 2023, Bordalás amplió su contrato con el club hasta el año 2025.

## Clubes y estadísticas

### Como jugador

#### Fútbol base
| Club                   | País   | Año       |
| ---------------------- | ------ | --------- |
| SCD San Blas           | España | 1974-1976 |
| Hércules               | España | 1976-1980 |
| CD Contestano (Cesión) | España | 1977-1978 |

#### Carrera sénior
| Club                            | País   | Año       |
| ------------------------------- | ------ | --------- |
| Español de San Vicente (Cesión) | España | 1980-1981 |
| Orihuela Deportiva (Cesión)     | España | 1981-1982 |
| SD Villajoyosa (Cesión)         | España | 1982-1983 |
| Rayo Ibense (Cesión)            | España | 1983-1984 |
| Benidorm (Cesión)               | España | 1984-1987 |
| CD Denia                        | España | 1987-1988 |
| Torrevieja                      | España | 1988      |
| UD Petrelense                   | España | 1989-1990 |
| Español de San Vicente          | España | 1990-1991 |
| UD Altea                        | España | 1991-1992 |

### Como entrenador
| Equipo                    | Div.                | Temporada           | Liga  | Liga | Liga | Liga | Liga |       | Copa | Copa | Copa | Copa  |   | Internacional | Internacional | Internacional | Internacional | Internacional |   | Otros | Otros | Otros | Otros |     | Totales     | Totales | Totales | Totales | Totales | Totales | Totales | Totales |
| Equipo                    | Div.                | Temporada           | Part. | G    | E    | P    | Pos. | Part. | G    | E    | P    | Part. | G | E             | P             | Pos.          | Part.         | G             | E | P     | Part. | G     | E     | P   | Rendimiento | GF      | GC      | Dif.    |         |         |         |         |
| ------------------------- | ------------------- | ------------------- | ----- | ---- | ---- | ---- | ---- | ----- | ---- | ---- | ---- | ----- | - | ------------- | ------------- | ------------- | ------------- | ------------- | - | ----- | ----- | ----- | ----- | --- | ----------- | ------- | ------- | ------- | ------- | ------- | ------- | ------- |
| Alicante "B" · España     | RPV                 | 1993-94             | 38    | 26   | 9    | 3    | 1.º  | -     | -    | -    | -    | -     | - | -             | -             | -             | -             | -             | - | -     | 38    | 26    | 9     | 3   | 76.31%      | 92      | 21      | +71     |         |         |         |         |
| Alicante "B" · España     | Total               | Total               | 38    | 26   | 9    | 3    | -    | -     | -    | -    | -    | -     | - | -             | -             | -             | -             | -             | - | -     | 38    | 26    | 9     | 3   | 76.31%      | 92      | 21      | +71     |         |         |         |         |
| Alicante · España         | 3.ª                 | 1994-95             | 38    | 13   | 13   | 12   | 10.º | -     | -    | -    | -    | -     | - | -             | -             | -             | -             | -             | - | -     | 38    | 13    | 13    | 12  | 45.61%      | 52      | 45      | +7      |         |         |         |         |
| Benidorm · España         | 2.ªB                | 1995-96             | 38    | 10   | 12   | 16   | 16.º | 2     | 0    | 0    | 2    | -     | - | -             | -             | -             | 2             | 1             | 1 | 0     | 42    | 11    | 13    | 18  | 36.51%      | 35      | 56      | −21     |         |         |         |         |
| Benidorm · España         | Total               | Total               | 38    | 10   | 12   | 16   | -    | 2     | 0    | 0    | 2    | -     | - | -             | -             | -             | 2             | 1             | 1 | 0     | 42    | 11    | 13    | 18  | 36.51%      | 35      | 56      | -21     |         |         |         |         |
| Eldense · España          | 3.ª                 | 1996-97             | 40    | 17   | 11   | 12   | 8.º  | -     | -    | -    | -    | -     | - | -             | -             | -             | -             | -             | - | -     | 40    | 17    | 11    | 12  | 51.67%      | 64      | 41      | +23     |         |         |         |         |
| Eldense · España          | Total               | Total               | 40    | 17   | 11   | 12   | -    | -     | -    | -    | -    | -     | - | -             | -             | -             | -             | -             | - | -     | 40    | 17    | 11    | 12  | 51.67%      | 64      | 41      | +23     |         |         |         |         |
| Playa Mutxavista · España | RPV                 | 1997-98             | 26    | 23   | 2    | 1    | 1.º  | -     | -    | -    | -    | -     | - | -             | -             | -             | -             | -             | - | -     | 26    | 23    | 2     | 1   | 91.02%      | 102     | 17      | +85     |         |         |         |         |
| Playa Mutxavista · España | Total               | Total               | 26    | 23   | 2    | 1    | -    | -     | -    | -    | -    | -     | - | -             | -             | -             | -             | -             | - | -     | 26    | 23    | 2     | 1   | 91.02%      | 102     | 17      | +85     |         |         |         |         |
| Alicante · España         | RPV                 | 1998-99             | 38    | 26   | 9    | 3    | 1.º  | -     | -    | -    | -    | -     | - | -             | -             | -             | 2             | 1             | 1 | 0     | 40    | 27    | 10    | 3   | 75.83%      | 96      | 22      | +74     |         |         |         |         |
| Alicante · España         | 3.ª                 | 1999-00             | 38    | 20   | 10   | 8    | 4.º  | -     | -    | -    | -    | -     | - | -             | -             | -             | 6             | 4             | 1 | 1     | 44    | 24    | 11    | 9   | 62.88%      | 73      | 36      | +37     |         |         |         |         |
| Alicante · España         | 3.ª                 | 2000-01             | 38    | 28   | 6    | 4    | 1.º  | -     | -    | -    | -    | -     | - | -             | -             | -             | 6             | 5             | 1 | 0     | 44    | 33    | 7     | 4   | 80.3%       | 102     | 29      | +73     |         |         |         |         |
| Alicante · España         | 2.ªB                | 2001-02             | 34    | 28   | 3    | 3    | 6.º  | 2     | 1    | 0    | 1    | -     | - | -             | -             | -             | -             | -             | - | -     | 36    | 29    | 3     | 4   | 83.34%      | 97      | 18      | +79     |         |         |         |         |
| Novelda · España          | 2.ªB                | 2002-03             | 21    | 6    | 9    | 6    | 15.º | -     | -    | -    | -    | -     | - | -             | -             | -             | -             | -             | - | -     | 21    | 6     | 9     | 6   | 42.86%      | 18      | 21      | -3      |         |         |         |         |
| Novelda · España          | Total               | Total               | 21    | 6    | 9    | 6    | -    | -     | -    | -    | -    | -     | - | -             | -             | -             | -             | -             | - | -     | 21    | 6     | 9     | 6   | 42.86%      | 18      | 21      | -3      |         |         |         |         |
| Alicante · España         | 2.ªB                | 2003-04             | 11    | 5    | 5    | 1    | 6.º  | -     | -    | -    | -    | -     | - | -             | -             | -             | -             | -             | - | -     | 11    | 5     | 5     | 1   | 60.6%       | 17      | 13      | +4      |         |         |         |         |
| Alicante · España         | 2.ªB                | 2004-05             | 38    | 22   | 10   | 6    | 1.º  | 2     | 0    | 1    | 1    | -     | - | -             | -             | -             | 2             | 0             | 0 | 2     | 42    | 22    | 11    | 9   | 61.11%      | 62      | 28      | +34     |         |         |         |         |
| Alicante · España         | 2.ªB                | 2005-06             | 21    | 12   | 3    | 6    | Inc. | 4     | 3    | 1    | 0    | -     | - | -             | -             | -             | -             | -             | - | -     | 25    | 15    | 4     | 6   | 65.33%      | 43      | 17      | +26     |         |         |         |         |
| Alicante · España         | Total               | Total               | 256   | 154  | 59   | 43   | -    | 8     | 4    | 2    | 2    | -     | - | -             | -             | -             | 16            | 10            | 3 | 3     | 280   | 168   | 64    | 48  | 67.62%      | 542     | 208     | +334    |         |         |         |         |
| Hércules · España         | 2.ª                 | 2005-06             | 18    | 7    | 4    | 7    | 16.º | -     | -    | -    | -    | -     | - | -             | -             | -             | -             | -             | - | -     | 18    | 7     | 4     | 7   | 46.3%       | 14      | 19      | -5      |         |         |         |         |
| Hércules · España         | 2.ª                 | 2006-07             | 5     | 2    | 0    | 3    | Inc. | 4     | 2    | 1    | 1    | -     | - | -             | -             | -             | -             | -             | - | -     | 9     | 4     | 1     | 4   | 48.14%      | 10      | 8       | +2      |         |         |         |         |
| Hércules · España         | Total               | Total               | 23    | 9    | 4    | 10   | -    | 4     | 2    | 1    | 1    | -     | - | -             | -             | -             | -             | -             | - | -     | 27    | 11    | 5     | 11  | 46.91%      | 24      | 27      | -3      |         |         |         |         |
| Alcoyano · España         | 2.ªB                | 2007-08             | 30    | 10   | 15   | 5    | 9.º  | 2     | 0    | 1    | 1    | -     | - | -             | -             | -             | -             | -             | - | -     | 32    | 10    | 16    | 6   | 47.92%      | 34      | 27      | +7      |         |         |         |         |
| Alcoyano · España         | 2.ªB                | 2008-09             | 38    | 22   | 7    | 9    | 1.º  | -     | -    | -    | -    | -     | - | -             | -             | -             | 4             | 1             | 1 | 2     | 42    | 23    | 8     | 11  | 61.11%      | 66      | 43      | +23     |         |         |         |         |
| Alcoyano · España         | Total               | Total               | 68    | 32   | 22   | 14   | -    | 2     | 0    | 1    | 1    | -     | - | -             | -             | -             | 4             | 1             | 1 | 2     | 74    | 33    | 24    | 17  | 55.4%       | 100     | 70      | +30     |         |         |         |         |
| Elche · España            | 2.ª                 | 2009-10             | 36    | 17   | 8    | 11   | 6.º  | -     | -    | -    | -    | -     | - | -             | -             | -             | -             | -             | - | -     | 36    | 17    | 8     | 11  | 54.63%      | 60      | 44      | +16     |         |         |         |         |
| Elche · España            | 2.ª                 | 2010-11             | 42    | 18   | 15   | 9    | 4.º  | 2     | 1    | 0    | 1    | -     | - | -             | -             | -             | 4             | 1             | 2 | 1     | 48    | 20    | 17    | 11  | 53.48%      | 64      | 48      | +16     |         |         |         |         |
| Elche · España            | 2.ª                 | 2011-12             | 32    | 14   | 5    | 13   | Inc. | 2     | 1    | 0    | 1    | -     | - | -             | -             | -             | -             | -             | - | -     | 34    | 15    | 5     | 14  | 49.02%      | 46      | 38      | +8      |         |         |         |         |
| Elche · España            | Total               | Total               | 110   | 49   | 28   | 33   | -    | 4     | 2    | 0    | 2    | -     | - | -             | -             | -             | 4             | 1             | 2 | 1     | 118   | 52    | 30    | 36  | 52.54%      | 170     | 130     | +40     |         |         |         |         |
| Alcorcón · España         | 2.ª                 | 2012-13             | 42    | 21   | 6    | 15   | 5.º  | 2     | 1    | 0    | 1    | -     | - | -             | -             | -             | 2             | 0             | 1 | 1     | 46    | 22    | 7     | 17  | 52.9%       | 63      | 63      | +0      |         |         |         |         |
| Alcorcón · España         | 2.ª                 | 2013-14             | 18    | 9    | 4    | 5    | 9.º  | -     | -    | -    | -    | -     | - | -             | -             | -             | -             | -             | - | -     | 18    | 9     | 4     | 5   | 57.41%      | 23      | 17      | +6      |         |         |         |         |
| Alcorcón · España         | 2.ª                 | 2014-15             | 42    | 12   | 18   | 12   | 11.º | 1     | 0    | 0    | 1    | -     | - | -             | -             | -             | -             | -             | - | -     | 43    | 12    | 18    | 13  | 41.86%      | 44      | 50      | -6      |         |         |         |         |
| Alcorcón · España         | Total               | Total               | 102   | 42   | 28   | 32   | -    | 3     | 1    | 0    | 2    | -     | - | -             | -             | -             | 2             | 0             | 1 | 1     | 107   | 43    | 29    | 35  | 49.22%      | 130     | 130     | +0      |         |         |         |         |
| Deportivo Alavés · España | 2.ª                 | 2015-16             | 42    | 21   | 12   | 9    | 1.º  | 2     | 1    | 0    | 1    | -     | - | -             | -             | -             | -             | -             | - | -     | 44    | 22    | 12    | 10  | 59.09%      | 51      | 38      | +13     |         |         |         |         |
| Deportivo Alavés · España | Total               | Total               | 42    | 21   | 12   | 9    | -    | 2     | 1    | 0    | 1    | -     | - | -             | -             | -             | -             | -             | - | -     | 44    | 22    | 12    | 10  | 59.09%      | 51      | 18      | +13     |         |         |         |         |
| Getafe · España           | 2.ª                 | 2016-17             | 35    | 17   | 11   | 7    | 3.º  | -     | -    | -    | -    | -     | - | -             | -             | -             | 4             | 2             | 1 | 1     | 39    | 19    | 12    | 8   | 58.98%      | 59      | 37      | +22     |         |         |         |         |
| Getafe · España           | 1.ª                 | 2017-18             | 38    | 15   | 10   | 13   | 8.º  | 2     | 0    | 0    | 2    | -     | - | -             | -             | -             | -             | -             | - | -     | 40    | 15    | 10    | 15  | 45.83%      | 42      | 37      | +5      |         |         |         |         |
| Getafe · España           | 1.ª                 | 2018-19             | 38    | 15   | 14   | 9    | 5.º  | 6     | 4    | 1    | 1    | -     | - | -             | -             | -             | -             | -             | - | -     | 44    | 19    | 15    | 10  | 54.54%      | 59      | 41      | +18     |         |         |         |         |
| Getafe · España           | 1.ª                 | 2019-20             | 38    | 14   | 12   | 12   | 8.º  | 2     | 1    | 0    | 1    | 9     | 5 | 0             | 4             | 1/8           | -             | -             | - | -     | 49    | 20    | 12    | 17  | 48.98%      | 56      | 48      | +8      |         |         |         |         |
| Getafe · España           | 1.ª                 | 2020-21             | 38    | 9    | 11   | 18   | 15.º | 2     | 1    | 0    | 1    | -     | - | -             | -             | -             | -             | -             | - | -     | 40    | 10    | 11    | 19  | 34.17%      | 30      | 45      | -15     |         |         |         |         |
| Valencia · España         | 1.ª                 | 2021-22             | 38    | 11   | 15   | 12   | 9.º  | 8     | 6    | 2    | 0    | -     | - | -             | -             | -             | -             | -             | - | -     | 46    | 17    | 17    | 12  | 49.28%      | 62      | 58      | +4      |         |         |         |         |
| Valencia · España         | Total               | Total               | 38    | 11   | 15   | 12   | -    | 8     | 6    | 2    | 0    | -     | - | -             | -             | -             | -             | -             | - | -     | 46    | 17    | 17    | 12  | 49.28%      | 62      | 58      | +4      |         |         |         |         |
| Getafe · España           | 1.ª                 | 2022-23             | 7     | 3    | 2    | 2    | 15.º | -     | -    | -    | -    | -     | - | -             | -             | -             | -             | -             | - | -     | 7     | 3     | 2     | 2   | 52.38%      | 5       | 4       | +1      |         |         |         |         |
| Getafe · España           | 1.ª                 | 2023-24             | 38    | 10   | 13   | 15   | 12.º | 4     | 3    | 0    | 1    | -     | - | -             | -             | -             | -             | -             | - | -     | 42    | 13    | 13    | 16  | 41.27%      | 58      | 58      | +0      |         |         |         |         |
| Getafe · España           | 1.ª                 | 2024-25             | 38    | 11   | 9    | 18   | 13.º | 5     | 3    | 1    | 1    | -     | - | -             | -             | -             | -             | -             | - | -     | 43    | 14    | 10    | 19  | 40.31%      | 39      | 44      | -5      |         |         |         |         |
| Getafe · España           | 1.ª                 | 2025-26             | 1     | 1    | 0    | 0    | -    | 0     | 0    | 0    | 0    | -     | - | -             | -             | -             | -             | -             | - | -     | 1     | 1     | 0     | 0   | 100%        | 2       | 0       | +2      |         |         |         |         |
| Getafe · España           | Total               | Total               | 271   | 95   | 82   | 94   | -    | 21    | 12   | 2    | 7    | 9     | 5 | 0             | 4             | -             | 4             | 2             | 1 | 1     | 305   | 114   | 85    | 106 | 46.67%      | 350     | 314     | +36     |         |         |         |         |
| Total en su carrera       | Total en su carrera | Total en su carrera | 1073  | 495  | 293  | 285  | -    | 54    | 28   | 8    | 18   | 9     | 5 | 0             | 4             | -             | 32            | 15            | 9 | 8     | 1168  | 543   | 310   | 315 | 55.34%      | 1740    | 1111    | +629    |         |         |         |         |
| 1. 2. 3.                  |                     |                     |       |      |      |      |      |       |      |      |      |       |   |               |               |               |               |               |   |       |       |       |       |     |             |         |         |         |         |         |         |         |

#### Resumen por competiciones
| Competición                              | Partidos | Ganados | Empatados | Perdidos | %      | Resultado        |
| ---------------------------------------- | -------- | ------- | --------- | -------- | ------ | ---------------- |
| Regional Preferente Comunidad Valenciana | 104      | 76      | 21        | 7        | 79.81% | Campeón          |
| Tercera División de España               | 166      | 87      | 42        | 37       | 60.84% | Campeón          |
| Segunda División B de España             | 239      | 117     | 66        | 56       | 58.16% | Campeón          |
| Segunda División de España               | 322      | 141     | 87        | 94       | 52.8%  | Campeón          |
| LaLiga                                   | 274      | 89      | 86        | 99       | 42.94% | 5.º lugar        |
| Copa del Rey                             | 52       | 28      | 8         | 16       | 58.98% | Subcampeón       |
| Copa Federación                          | 2        | 0       | 0         | 2        | 0%     | Ronda preliminar |
| Liga Europa de la UEFA                   | 9        | 5       | 0         | 4        | 55.56% | Octavos de final |
| TOTAL                                    | 1168     | 543     | 310       | 315      | 55.34% | 7 Títulos        |

## Palmarés como entrenador

### Campeonatos nacionales
| Título                       | Club                        | País   | Año     |
| ---------------------------- | --------------------------- | ------ | ------- |
| Primera Regional             | Alicante Club de Fútbol "B" | España | 1993-94 |
| Primera Regional             | Playa Mutxavista            | España | 1997-98 |
| Primera Regional             | Alicante Club de Fútbol     | España | 1998-99 |
| Tercera División de España   | Alicante Club de Fútbol     | España | 2000-01 |
| Segunda División B de España | Alicante Club de Fútbol     | España | 2004-05 |
| Segunda División B de España | Club Deportivo Alcoyano     | España | 2008-09 |
| Segunda División de España   | Deportivo Alavés            | España | 2015-16 |

## Distinciones
- Premio Ramón Cobo: Mejor entrenador de Primera División 2017-18.[42]
- UEFA Equipo Revelación de La Liga: Entrenador 2017-18.[43]
- Premio de la Real Federación de Fútbol de Madrid: Bota de Oro 2017 [44]
- Trofeo Miguel Muñoz (Primera División): 2018-19.[45]
- Premios LaLiga: Entrenador del mes. Enero 2025.[46]